# Семёнов, Гавриил Васильевич
Гавриил Васильевич Семёнов — советский хозяйственный, государственный и политический деятель, Герой Социалистического Труда.

## Биография
Родился в 1922 году на хуторе Соколове. Член КПСС.
Участник Великой Отечественной войны, курсант-красноармеец в 20-м учебном танковом полку, командир отделения бронетранспортеров бронетранспортной роты 3-го гвардейского мотоциклетного батальона. С 1947 года — на хозяйственной, общественной и политической работе. В 1947—1989 гг. — тракторист-машинист в колхозе «Красный горец» Губжековского сельского Совета, звеньевой механизированного звена колхоза имени Калинина Курского района Ставропольского края.
Указом Президиума Верховного Совета СССР от 8 апреля 1971 года присвоено звание Героя Социалистического Труда с вручением ордена Ленина и золотой медали «Серп и Молот».
Жил в Моздоке на 2012 год.